# Нуволера
Нуволѐра (на италиански: Nuvolera, на източноломбардски: Nigolèra, Ниголера) е малко градче и община в Северна Италия, провинция Бреша, регион Ломбардия. Разположено е на 165 m надморска височина. Населението на общината е 4527 души (към 2013 г.).